# 皮拉尼亞斯 (戈亞斯州)
16°24′59″S 51°48′57″W / 16.41639°S 51.81583°W

皮拉尼亞斯（葡萄牙語：Piranhas），是巴西的城鎮，位於該國中部，由戈亞斯州負責管轄，面積2,048平方公里，海拔高度389米，2010年人口11,268，人口密度每平方公里5.5人。